# Gamera
Gamera (ガメラ?) es un monstruo japonés ficticio, una tortuga voladora gigante creada por la productora japonesa Daiei para competir con Godzilla, debido al éxito de Tōhō con el rey de los monstruos. Apareció por primera vez en la película Daikaijū Gamera en 1965. Dicha película fue creada en blanco y negro adrede, pese a que por aquel entonces ya se disponía de color en los televisores, para dar énfasis al motivo de su creación: rivalizar el éxito de Godzilla. Daiei nunca ocultó que lanzaron esta película para dicho fin.
Al igual que Godzilla, Gamera también tiene tres series según época nipona: la serie Shōwa, Heisei y Millenium, de esta última solo tiene una película; Gamera the Brave.
El Daimajin, otro personaje tokusatsu icónico de Daiei Film, fue diseñado originalmente para ser un antagonista de la segunda película, y su concepto fue retroalimentado tanto en Daimajin como en Barugon, el enemigo en la película de 1966 Gamera vs. Barugon. Las películas yōkai de Daiei, en particular monstruos de Yokai, también se lanzaron debido al éxito de la franquicia Gamera, y sus producciones y películas posteriores relacionadas, como Sakuya: Yôkaiden, fueron influenciadas en gran medida por las series Gamera y Daimajin. Las colaboraciones de las películas de Daiel con Shigeru Mizuki y Kazuo Umezu comenzaron debido a las películas yōkai de Daiei, lo que resultó en cruces menores entre Gamera y Daimajin y la serie GeGeGe no Kitarō de Shigeru Mizuki y Teito Monogatari de Hiroshi Aramata.

## Apariencia
El nombre Gamera (ガメラ) deriva del japonés kame ("tortuga") y del sufijo -ra, un sufijo compartido por otros personajes kaiju como Godzilla (Gojira) y Mothra. El nombre de Gamera se deletreaba Gammera en el título de Gammera the Invincible, el estreno estadounidense retitulado de la primera película de la franquicia, Gamera: El mundo bajo el terror.
La apariencia de Gamera ha variado a lo largo de los años, aunque teniendo un aspecto de una Tortuga Matamata, pero siempre ha conservado sus colmillos inferiores tan desarrollados. Las mayores diferencias se notan de una serie a otra, es decir, la serie showa muestra a una Gamera cuyos ojos solo tienen, además de córnea, pupilas y mide 60 metros de alto. En la primera película de la serie Heisei tendrá una apariencia similar, solo que esta vez no mide 60 sino 80 metros de alto. En la tercera película de esta serie, Gamera parece un auténtico monstruo, con escamas verticales que le salen de la cabeza y la barbilla, y un aspecto mucho más agresivo que nunca.
En la serie Millenium, Gamera es una cría de tortuga que crece rápidamente hasta alcanzar el tamaño máximo, aunque en esta ocasión mide, como mucho, 35 metros (el tamaño de Gamera en el prólogo) y tiene un aspecto mucho más similar al de la serie Showa.
Esto se debe a que en el prólogo de dicha película, Gamera se autodestruye y años después, surge este nuevo Gamera de un extraño huevo. Un niño lo descubre y lo llama "Toto". Gamera, recién nacido, es del tamaño de una tortuga pequeña.

## Historia ficticia

Gamera vs. Barugon poster

La serie de películas Gamera se divide en tres épocas diferentes, cada una de las cuales refleja un estilo característico y corresponde a las mismas épocas utilizadas para clasificar todas las kaiju eiga (películas de monstruos) en Japón. Los nombres de las tres eras se refieren al emperador japonés durante la producción: la era Shōwa, la era Heisei y la era Reiwa.
Las producciones de cada película y mercancía, incluidos los presupuestos desde la película original de 1965, se han visto limitadas debido a situaciones financieras de Daiei Film y Tokuma Shoten respectivamente, lo que ha resultado en repetidas transferencias de derechos de autor de las franquicias de Daiei y producciones limitadas en general, incluidas cancelaciones de varios proyectos y expansiones globales fallidas, a pesar de presentar con frecuencia elencos extranjeros en las películas de Shōwa, el reconocimiento público del personaje disminuyó aún más e hizo que Kadokawa Corporation fuera más difícil de restaurar la serie. Sin embargo, Daiei Film, que ya estaba al borde de la quiebra, se recuperó un poco gracias al éxito de la franquicia Gamera y lanzó los mencionados Daimajin y Yokai Monsters, y estas franquicias tokusatsu ganaron popularidad a pesar de los presupuestos limitados y en constante disminución.
Ha habido varios letargos importantes en las producciones; uno entre Gamera vs. Zigra en 1971 y Uchū Kaijū Gamera en 1980, seguido de Gamera: Daikaijū Kūchū Kessen en 1995, Gamera 3: Jyashin Iris Kakusei en 1999, seguido de Gamera the Brave en 2006 y Gamera Rebirth en 2023.

### Era Showa
En la serie Showa Gamera surge de la Antártida tras unas pruebas atómicas de los americanos, siendo Gamera una tortuga gigante prehistórica. En la primera película lo destruía todo a su paso, pero llegó a tener amistad con un niño. Al final atrapan a Gamera y lo lanzan al espacio exterior. Sin embargo, en la siguiente película (ya en color) Gamera es liberado al chocar el cohete en el que iba con un meteorito. Al mismo tiempo un monstruo, Barugon ataca. Gamera aparece y derrota al monstruo, pero aun así la mayoría de los humanos no confía en Gamera. La serie Showa continuó así, dirigida al público infantil, siempre con niños como protagonistas y Gamera como defensor de la tierra. En la última película de la serie, Gamera se autodestruye para salvar la Tierra, tras haber luchado contra casi todos sus rivales anteriores Barugon, Gyaos, Jiger, Viras, Guiron y Zigra.

### Era Heisei
En la serie Heisei Gamera es llamado "el guardián del Universo". Fue creado por los atlantes para defenderse de Gyaos, el monstruo que aquí será rival de Gamera. Con la ayuda de una joven que puede comunicarse con él mediante una piedra con forma de colmillo, Gamera derrotará a Gyaos con una de sus bolas de fuego de plasma. Más adelante tiene que luchar contra Legión (en la segunda película de esta serie), monstruo formado por gran cantidad de criaturas alienígenas simbióticas recién llegadas en un meteorito. Cuando todos creían que Gamera había muerto la joven que puede comunicarse con Gamera, lo ayuda a revivir, pero se le parte la piedra, de manera que ya no se puede comunicar más con él. En la tercera y última película, Gamera lucha contra un monstruo llamado Irys, alimentado del odio de una joven hacia Gamera, que vio morir a sus padres en la batalla que tuvo este contra Gyaos. Al final, Gamera salva a la joven aún sacrificando su pata delantera derecha Y destruye a Irys. Momentos después, se ve a una parvada de Gyaos descendiendo desde los cielos y a Gamera preparándose para luchar y el ejército por fin se da cuenta de que Gamera está de su lado, con las órdenes de disparar a los objetos hostiles y no al Guardián del Universo.

### Era Millenium
En la serie Millenium se mezclan los finales de las anteriores series, es decir, Gamera lucha contra un grupo de Gyaos, pero no logra vencerlos, así que se sacrifica autodestruyéndose para salvar la humanidad. Esto ocurre en 1970 más o menos y Gamera tiene las dos "manos", por esto y porque se dice en la película que aquella Gamera solamente medía 35 metros, se sabe que no es estrictamente la de la serie Heisei. Todo esto ocurre al principio de la película. Un niño que vio aquello es ahora padre y su hijo se encuentra un extraño huevo rojo. De este surge una pequeña tortuga que oculta a su padre. La tortuga va desarrollando habilidades como escupir fuego y volar (poderes típicos de Gamera). Cuando la tortuga (a la que el niño ha llamado Toto) alcanza los 8 metros de altura pelea por primera vez contra un monstruo llamado Zedus que devora humanos y está destruyendo la ciudad. Aunque vence, acaba muy cansado y es capturado por el ejército. Más tarde se liberaría y volvería a luchar contra el monstruo, siendo esta vez casi vencido, Gamera es salvado gracias al niño que le hace comer una extraña piedra roja, de forma que Toto desarrolla todo su poder y puede ser llamado Gamera. Cuando todo el mundo creía que iba a autodestruírse porque le brillaba el pecho, Toto/Gamera lanza una bola de fuego/plasma que hace estallar en mil pedazos al monstruo, y levanta el vuelo después de que unos niños evitasen que el ejército lo volviera a capturar.

### Actualidad
Una serie de anime, titulada Gamera Rebirth, se lanzó a nivel mundial en Netflix en 2023.

## Habilidades
En la serie Showa Gamera tenía el poder de escupir fuego, volar de varias formas (puede incluso girar a gran velocidad y aparentar ser un ovni) y autodestruírse. También tenía la capacidad de sanar sus heridas rápidamente, para lo que se hacía el muerto.
En la serie Heisei Gamera cambió su habilidad de escupir fuego por disparar bolas de fuego/plasma altamente explosivas. También fue capaz de disparar un rayo amarillo tras recargar energía, el cual salía del centro de su caparazón tras haberlo abierto. El resto de poderes los conservaba. Esta Gamera tiene también gran resistencia porque aún atravesándola se tenía en pie: es la versión más fuerte de este monstruo vista hasta la fecha.
En la serie Millenium sus poderes son una mezcla de las dos series anteriores, aunque en esta ocasión Gamera es muy débil si lo comparamos con esas series donde su poder era mucho mayor.

## Filmografía
| N.º                    | Película                         | Año                   | Director              | Monstruo(s)                                  | Compañía              |
| Shōwa era (1965–1980)  | Shōwa era (1965–1980)            | Shōwa era (1965–1980) | Shōwa era (1965–1980) | Shōwa era (1965–1980)                        | Shōwa era (1965–1980) |
| ---------------------- | -------------------------------- | --------------------- | --------------------- | -------------------------------------------- | --------------------- |
| 1                      | Gamera, the Giant Monster        | 1965                  | Noriaki Yuasa         |                                              | Daiei Film            |
| 2                      | Gamera vs. Barugon               | 1966                  | Shigeo Tanaka         | Barugon                                      | Daiei Film            |
| 3                      | Gamera vs. Gyaos                 | 1967                  | Noriaki Yuasa         | Gyaos                                        | Daiei Film            |
| 4                      | Gamera vs. Viras                 | 1968                  | Noriaki Yuasa         | Viras                                        | Daiei Film            |
| 5                      | Gamera vs. Guiron                | 1969                  | Noriaki Yuasa         | Guiron, Space Gyaos                          | Daiei Film            |
| 6                      | Gamera vs. Jiger                 | 1970                  | Noriaki Yuasa         | Jiger                                        | Daiei Film            |
| 7                      | Gamera vs. Zigra                 | 1971                  | Noriaki Yuasa         | Zigra                                        | Daiei Film            |
| 8                      | Gamera: Super Monster            | 1980                  | Noriaki Yuasa         | Gyaos, Zigra, Viras, Jiger, Guiron y Barugon | Daiei Film            |
| Heisei era (1995–2006) |                                  |                       |                       |                                              |                       |
| 9                      | Gamera: Guardian of the Universe | 1995                  | Shusuke Kaneko        | Gyaos                                        | Toho                  |
| 10                     | Gamera 2: Attack of Legion       | 1996                  | Shusuke Kaneko        | Legion                                       | Toho                  |
| 11                     | Gamera 3: Revenge of Iris        | 1999                  | Shusuke Kaneko        | Iris, Gyaos Hyper                            | Toho                  |
| 12                     | Gamera the Brave                 | 2006                  | Ryuta Tasaki          | Gyaos, Zedus                                 | Kadokawa Pictures     |

### Animación neta original
| Title          | Director(s)      | Year | Eps | Ref(s) |
| -------------- | ---------------- | ---- | --- | ------ |
| Gamera Rebirth | Hiroyuki Seshita | 2023 | 6   | [ 11 ] |

### Cortometraje
| Title  | Director(s)     | Year | Eps | Ref(s) |
| ------ | --------------- | ---- | --- | ------ |
| GAMERA | Katsuhito Ishii | 2015 | 6   |        |

### Documental
| Title       | Director(s)  | Year | Eps | Ref(s) |
| ----------- | ------------ | ---- | --- | ------ |
| GAMERA 1999 | Hideaki Anno | 1999 | 6   | [ 12 ] |

### Película independiente
| Title          | Director(s)       | Year | Eps | Ref(s) |
| -------------- | ----------------- | ---- | --- | ------ |
| GAMERA 4-TRUTH | Shinpei Hayashiya | 2003 | 6   |        |